# Bowery

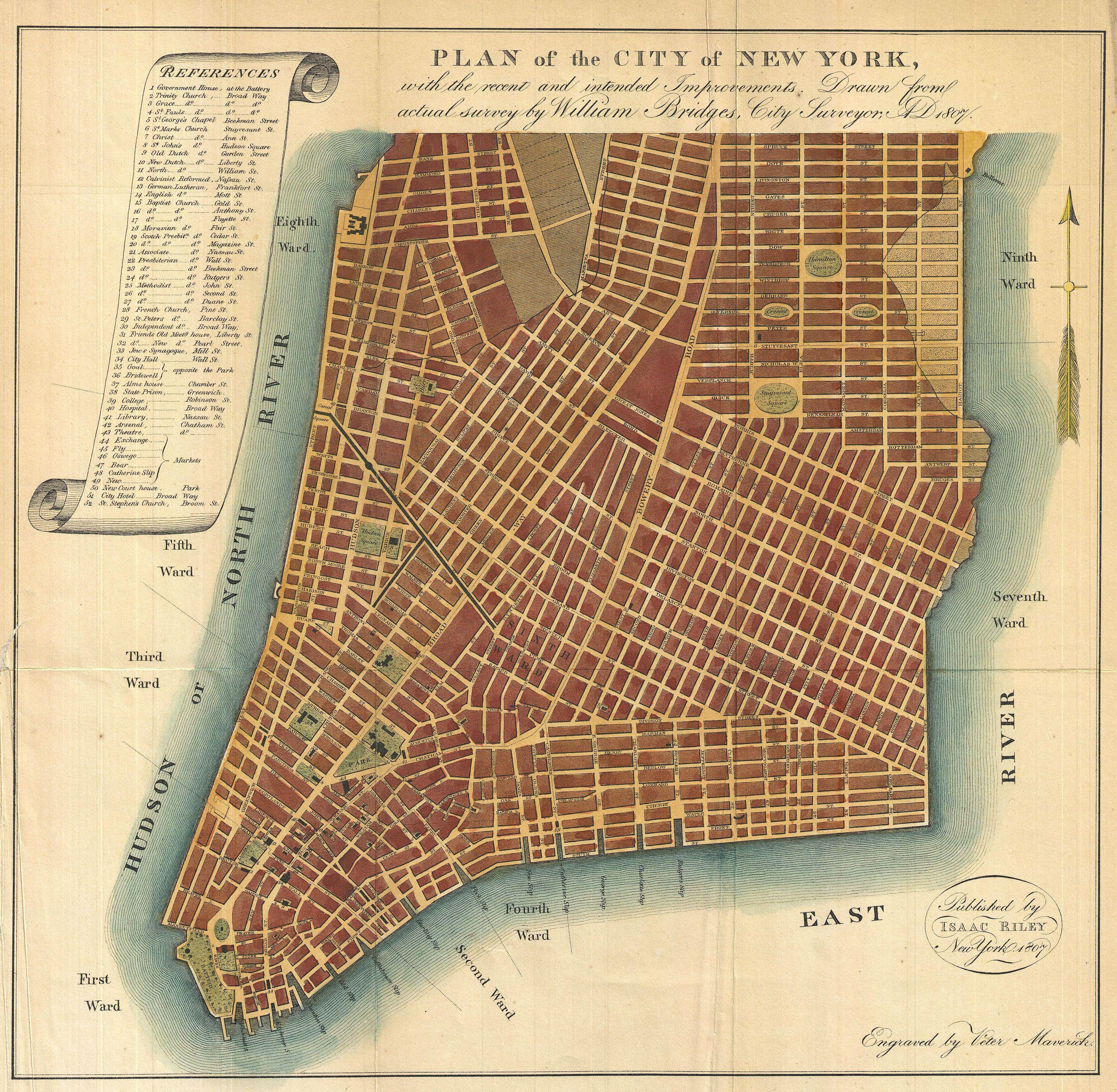
Straßenkarte von Manhattan Süd 1807

Die Bowery ist eine im Süden von Manhattan (New York) gelegene Straße und deren Umgebung. Begrenzt wird das Gebiet durch die East 4th Street und das East Village im Norden, die Canal Street und Chinatown im Süden, durch die Allen Street und die Lower East Side im Osten sowie durch die Straße Bowery und Little Italy im Westen. Größere Straßenzüge, die die Bowery durchschneiden, sind neben der Canal Street die Delancey Street, an der die Station Bowery der New York City Subway liegt, sowie die Houston Street und die Bleecker Street.

## Geschichte

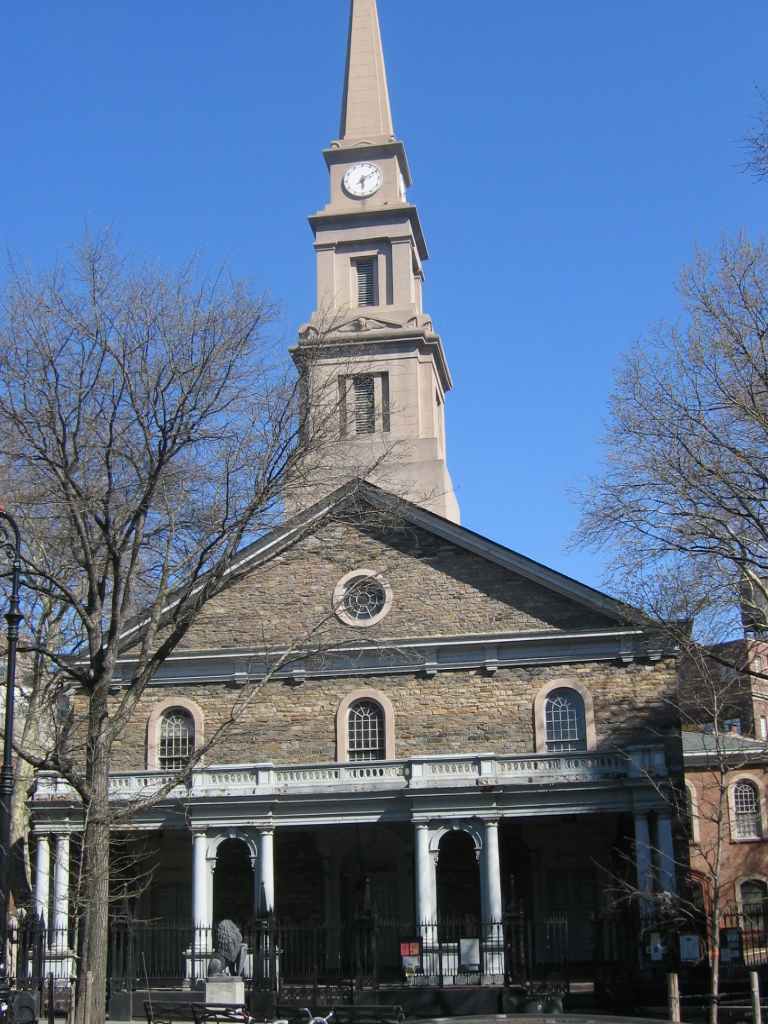
St. Mark’s Church in der Bowery

Um Nieuw Amsterdam mit Lebensmitteln zu versorgen, entstanden außerhalb der Stadtgrenzen – nördlich der heutigen Wallstreet – Bauernhöfe. Nach dem alten holländischen Namen für Bauernhof Bouwerij (heute: boerderij) erhielt die Gegend ihren Namen. Bis zum Jahr 1807 bestand die Bowery nur aus einer Straße, die heute vom Chatham Square im Süden zum Cooper Square im Norden führt.
Auch Petrus Stuyvesant hatte hier seinen Bauernhof, auf den er sich im Jahr 1667 zurückzog. Nach seinem Tod im Jahre 1672 wurde er in seiner privaten Kapelle beigesetzt. Sein Anwesen brannte im Jahre 1778 nieder und sein Ur-Enkel verkaufte die verbliebene Kapelle und den Friedhof, der jetzt zur St. Mark’s Church in-the-Bowery gehört.
Im Jahre 1783 machte George Washington in der Bull’s Head Tavern Rast, kurz bevor er im Hafen von New York das Abrücken der britischen Truppen beobachtete. Gegen Ende des 18. Jahrhunderts wurde die Bowery zu einer der elegantesten Straßen von New York, gesäumt von Modegeschäften und Anwesen reicher Bürger. Lorenzo da Ponte, der Librettist von Wolfgang Amadeus Mozart, unterhielt hier nach seiner Emigration im Jahre 1806 einen Obst- und Gemüseladen.

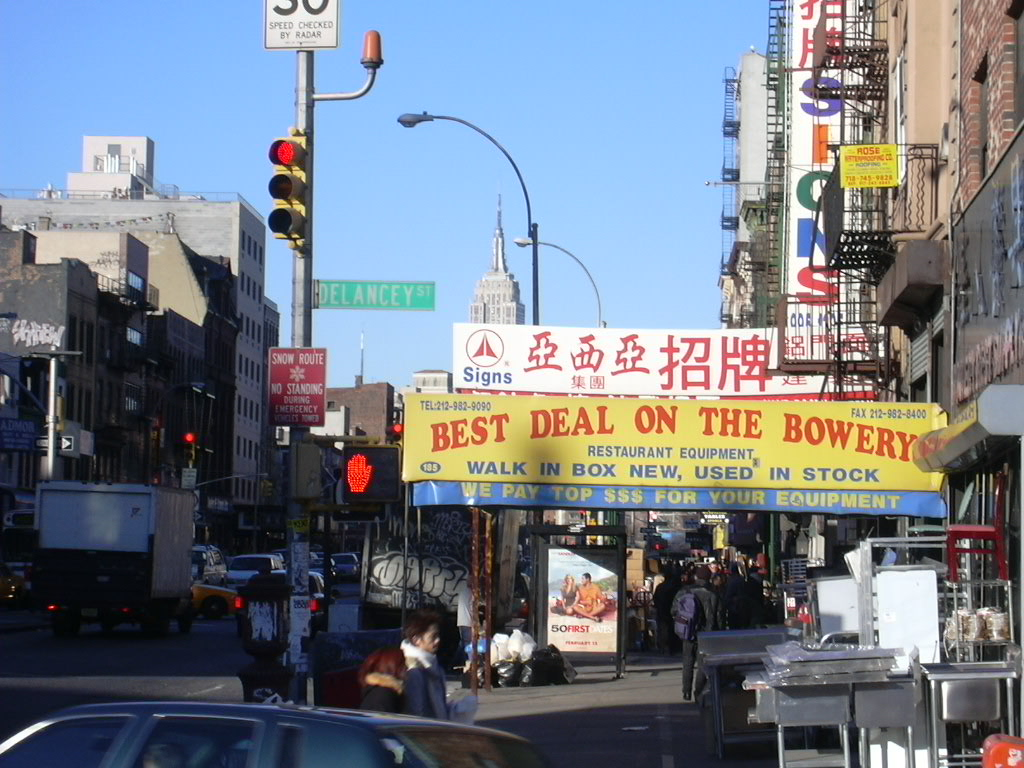
Delancey Street an der Bowery

Im 19. Jahrhundert entwickelte sich die Bowery wie auch das benachbarte Viertel Five Points zu einer Slum-Gegend mit Bordellen, Biergärten und zwielichtigen Absteigen. Im Jahr 1858 eröffnete der deutsche Einwanderer William Kramer an der Bowery den Atlantic Garden, einen Biergarten, der bis 1911 bestand. Der bekannte Songwriter Stephen Foster starb im Jahre 1864 völlig verarmt im North American Hotel. Alkoholiker und Obdachlose, die sogenannten Bowery Bums, bevölkerten die Gegend und Gangs wie die Bowery Boys trieben hier ihr Unwesen. Dadurch erhielt das Viertel seinen schlechten Ruf, den es bis heute nicht ganz losgeworden ist.
Bis in die 1980er-Jahre hinein galt die Bowery als Gegend mit niedrigen Mieten und hoher Kriminalitätsrate. Das Straßenbild war geprägt von Flop Houses genannten Obdachlosenunterkünften, meist in ehemaligen Hotels eingerichtet, sowie von Fachgeschäften für Restaurantbedarf.
Aber auch Institutionen der Subkultur wie der Musik-Club CBGB als eine wichtige Keimzelle des US-Punk und der Bowery Poetry Club fanden hier ihre Heimat. Zwischen 1963 und 2009 betrieb Anthony Amato die Amato Opera in 319 Bowery Street. Ab 1981 lebte in der Bowery der britische Autor und Exzentriker Quentin Crisp, dem der Popmusiker Sting nach einem Besuch in dessen Wohnung das Lied Englishman in New York widmete. Von 1991 bis 2010 residierte das Ontological Theatre des Regisseurs und Theaterautors Richard Foreman unter dem Dach der St. Mark’s Church.
Seit den 1990er-Jahren erfährt das Viertel eine Gentrifizierung. Häuser werden instand gesetzt, und die Bowery wird zunehmend zur Wohngegend für Wohlhabende. Im Jahre 1997 wurde der Bowery Ballroom wiedereröffnet. In den Räumen des ehemaligen Punk-Clubs CBGB besteht seit 2008 eine exklusive Herrenboutique des Modedesigners John Varvatos. Im Jahre 2007 wurde auf der Höhe der Prince Street das New Museum of Contemporary Art eröffnet. Im Herbst 2010 siedelten sich in der Bowery mehrere Kunstgalerien an, so die Dodge Gallery, die aus Boston in die Rivington Street zog. Andere Beispiele sind Sperone Westwater mit einem von Norman Foster entworfenen Haus und die Galerie Untitled.

## Rezeption
- Im Jahre 1956 entstand der Dokumentarfilm Die Bowery, der die Lebensumstände der Menschen zu dieser Zeit in der Bowery beschreibt.
- 1969/70 schuf Duane Hanson die Skulpturengruppe Bowery Derelicts, eine Arbeit über Obdachlosigkeit und Elend.